# Конконаллі (Вашингтон)
Конконаллі (англ. Conconully) — місто (англ. town) в США, в окрузі Оканоган штату Вашингтон. Населення — 182 особи (2021).

## Географія
Конконаллі розташоване за координатами 48°33′28″ пн. ш. 119°45′4″ зх. д. / 48.55778° пн. ш. 119.75111° зх. д. (48.557765, -119.751007).  За даними Бюро перепису населення США в 2010 році місто мало площу 0,80 км², з яких 0,79 км² — суходіл та 0,00 км² — водойми. В 2017 році площа становила 0,69 км², з яких 0,69 км² — суходіл та 0,00 км² — водойми.

### Клімат
| Клімат : Конконаллі     | Клімат : Конконаллі | Клімат : Конконаллі | Клімат : Конконаллі | Клімат : Конконаллі | Клімат : Конконаллі | Клімат : Конконаллі | Клімат : Конконаллі | Клімат : Конконаллі | Клімат : Конконаллі | Клімат : Конконаллі | Клімат : Конконаллі | Клімат : Конконаллі | Клімат : Конконаллі |
| Показник                | Січ.                | Лют.                | Бер.                | Квіт.               | Трав.               | Черв.               | Лип.                | Серп.               | Вер.                | Жовт.               | Лист.               | Груд.               | Рік                 |
| Абсолютний максимум, °C | 16,1                | 21,1                | 22,8                | 31,1                | 35,6                | 38,3                | 43,3                | 42,8                | 36,7                | 28,9                | 18,9                | 13,3                | 43,3                |
| Середній максимум, °C   | −0,4                | 3,9                 | 10,8                | 17,5                | 22,0                | 25,5                | 30,7                | 29,8                | 24,3                | 15,8                | 5,8                 | 0,9                 | 15,6                |
| Середній мінімум, °C    | −7,9                | −6,3                | −2,3                | 0,8                 | 4,6                 | 7,6                 | 9,6                 | 8,5                 | 5,2                 | 1,1                 | −2,3                | −5,6                | 1,1                 |
| Абсолютний мінімум, °C  | −33,9               | −33,9               | −27,2               | −12,2               | −6,7                | −1,7                | 0,0                 | −2,8                | −6,7                | −14,4               | −27,8               | −35                 | −35                 |
| Норма опадів, мм        | 36                  | 32                  | 29                  | 26                  | 37                  | 40                  | 21                  | 21                  | 18                  | 26                  | 41                  | 43                  | 371                 |
| Днів з опадами          | 8                   | 7                   | 6                   | 6                   | 7                   | 8                   | 4                   | 4                   | 4                   | 5                   | 8                   | 9                   | 76,0                |
| ----------------------- | ------------------- | ------------------- | ------------------- | ------------------- | ------------------- | ------------------- | ------------------- | ------------------- | ------------------- | ------------------- | ------------------- | ------------------- | ------------------- |
| Джерело:                |                     |                     |                     |                     |                     |                     |                     |                     |                     |                     |                     |                     |                     |

## Демографія
Згідно з переписом 2010 року, у місті мешкало 210 осіб у 103 домогосподарствах у складі 63 родин. Густота населення становила 264 особи/км².  Було 189 помешкань (238/км²).
Расовий склад населення:
| - 91,0 % — білих - 2,4 % — корінних американців - 0,5 % — чорних або афроамериканців - 0,5 % — азіатів - 3,3 % — осіб інших рас |

До двох чи більше рас належало 2,4 %. Частка іспаномовних становила 5,7 % від усіх жителів.
За віковим діапазоном населення розподілялося таким чином: 12,4 % — особи молодші 18 років, 60,9 % — особи у віці 18—64 років, 26,7 % — особи у віці 65 років та старші. Медіана віку мешканця становила 55,1 року. На 100 осіб жіночої статі у місті припадало 107,9 чоловіків;  на 100 жінок у віці від 18 років та старших — 109,1 чоловіків також старших 18 років.
Середній дохід на одне домашнє господарство  становив 35 826 доларів США (медіана — 24 750), а середній дохід на одну сім'ю — 43 815 доларів (медіана — 38 750). Медіана доходів становила 68 750 доларів для чоловіків та 18 750 доларів для жінок. За межею бідності перебувало 19,8 % осіб, у тому числі 38,5 % дітей у віці до 18 років та 9,1 % осіб у віці 65 років та старших.
Цивільне працевлаштоване населення становило 49 осіб. Основні галузі зайнятості: мистецтво, розваги та відпочинок — 26,5 %, освіта, охорона здоров'я та соціальна допомога — 22,4 %, науковці, спеціалісти, менеджери — 14,3 %, транспорт — 12,2 %.